# Francke-Buch
Die Francke-Buch GmbH, früher Verlag der Francke-Buchhandlung, ist ein nach August Hermann Francke benannter Verlag christlicher Literatur mit Sitz in Marburg, dessen Ursprünge auf das Jahr 1918 zurückgehen.

## Geschichte
Die Francke-Buch GmbH wurde am 1. Juli 1918 als „Reichsverlag“ auf Anregung der Diakonissen des Deutschen Gemeinschafts-Diakonieverbandes (DGD) gegründet. In Erinnerung an den Theologen Philipp Jacob Spener erfolgte 1936 zunächst eine Umbenennung in Spener-Verlag, 1950 dann in Francke-Buchhandlung.
2017 übernahm der Verlag gemeinsam mit dem Kawohl Verlag zu je 50 % die Literaturarbeitszweige des Chrischona-Gemeinschaftswerks, wozu der Brunnen Verlag (Gießen), die Alpha Buchhandlungskette sowie das Logistikunternehmen ChrisMedia zählen.

## Das Verlagsprogramm
Das Verlagsprogramm umfasst (Stand Frühling 2025) 592 lieferbare Bücher und 520 eBooks. Dabei handelt es sich um unterschiedlichste Sachgruppen vom Roman bis zum Ratgeber. Zu seinen deutschsprachigen Autoren zählen dabei unter anderem Jörg Berger, Martin Grabe, Daisy Gräfin von Arnim, Melissa C. Feurer, Steffi Baltes und Annette Spratte. Ferner ist er Rechteinhaber der deutschen Übersetzung des Weltbestsellers Fünf Sprachen der Liebe des US-amerikanischen Beziehungsberaters Gary Chapman, der eine Gesamtauflage von 700.000 deutschen Exemplaren erreichte. Zu den bekanntesten fremdsprachigen Autorinnen zählen im Romanbereich Lynn Austin, Tamera Alexander, Karen Witemeyer, Lisa Wingate, Karen Kingsbury und Irma Joubert.
Eine lange Tradition im Verlag haben auch die theologischen Fachbücher. Zu den aktuellen Autoren gehören N.T. Wright, Guido Baltes, Thomas Weißenborn und Andreas Käser. Abgerundet wird das Angebot durch ein Kinder- und Jugendprogramm: Bilder-, Rätsel- und Bastelbücher rund um die Bibel, Kinderbücher für alle Altersstufen, Jugendromane und Andachtsbücher.

## Buchhandlungen
Die Francke-Buch GmbH betreibt neben dem Verlag fünf Buchhandlungsfilialen. Die Standorte sind Marburg, Frankenberg, Elbingerode, Velbert und Gunzenhausen.
Der Verlag und die Buchhandlungen gehören zum Deutschen Gemeinschafts-Diakonieverband.